# Symfonieorkest

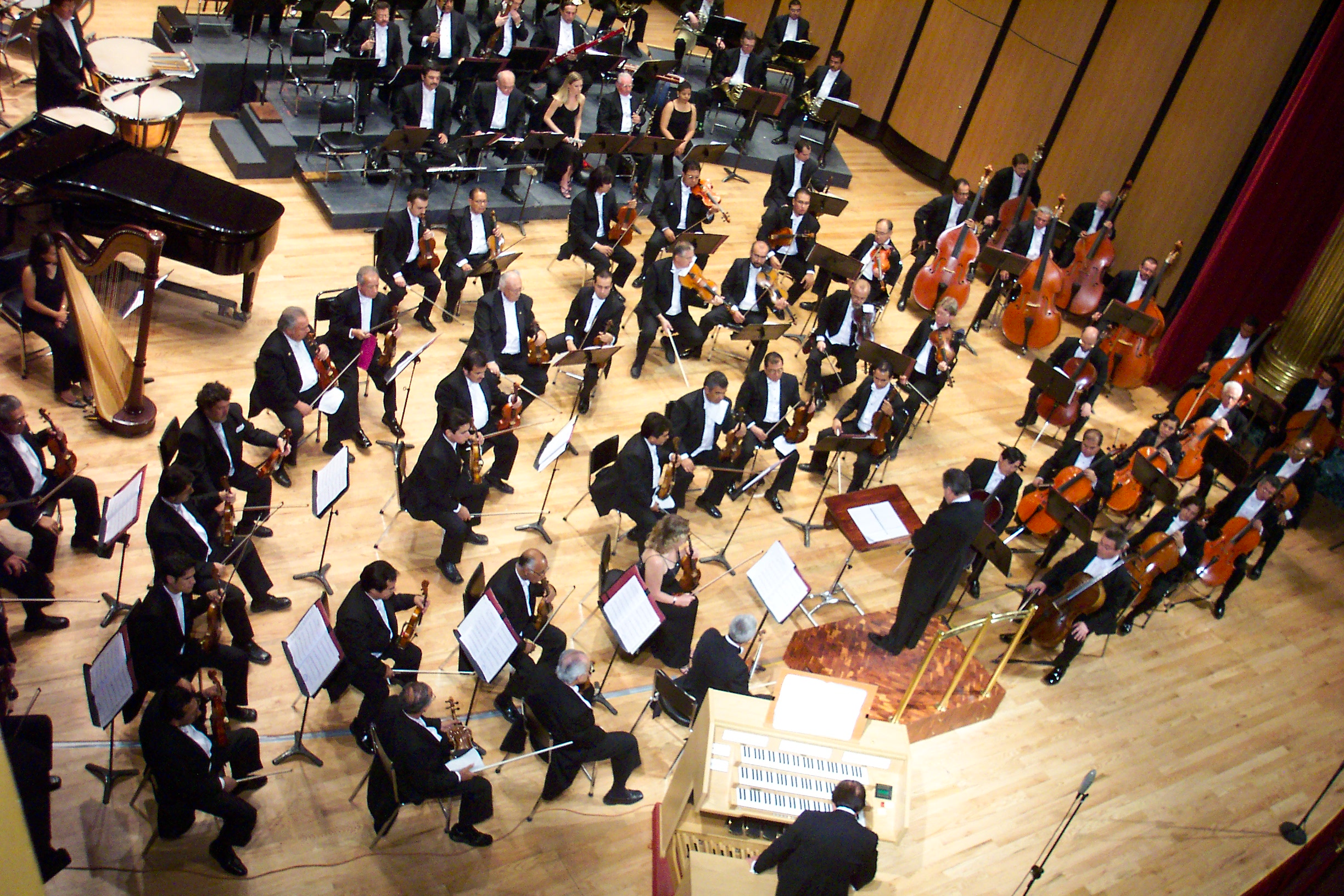
Een symfonieorkest (Orquesta Filarmonica de Jalisco in Mexico)

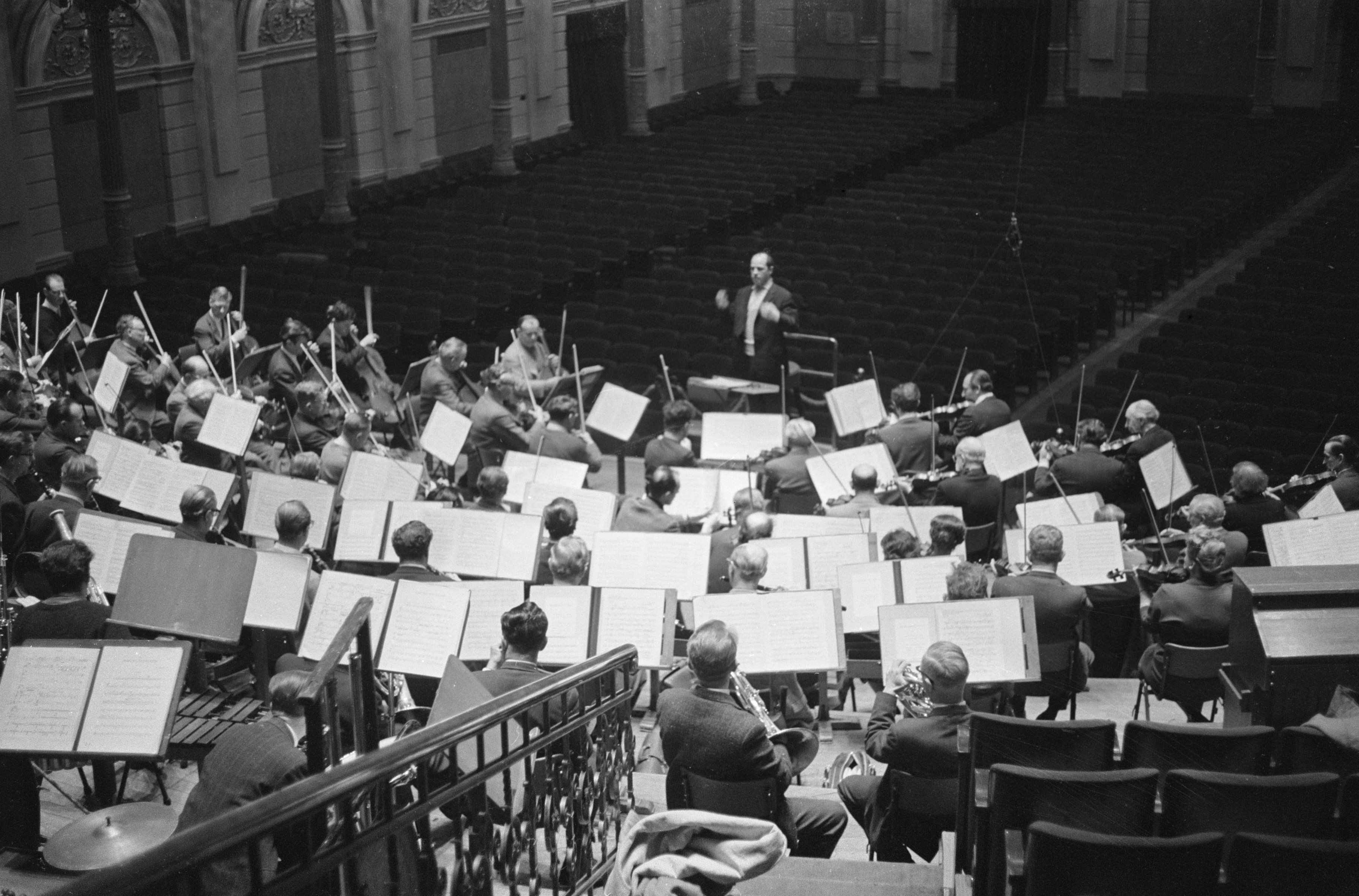
Het Concertgebouworkest met Pierre Boulez

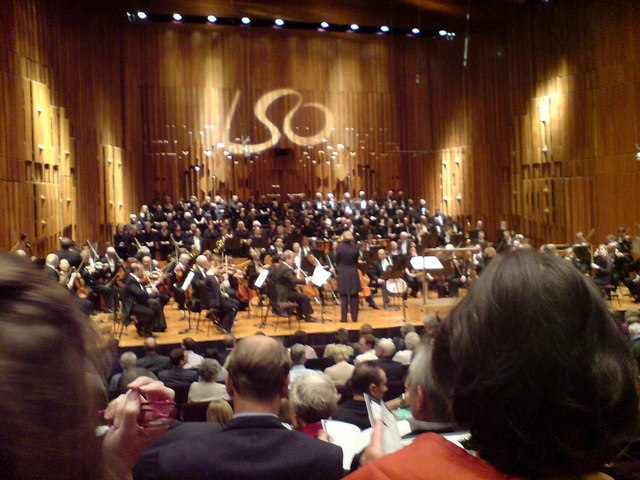
London Symphony Orchestra in de Barbican Hall in Londen

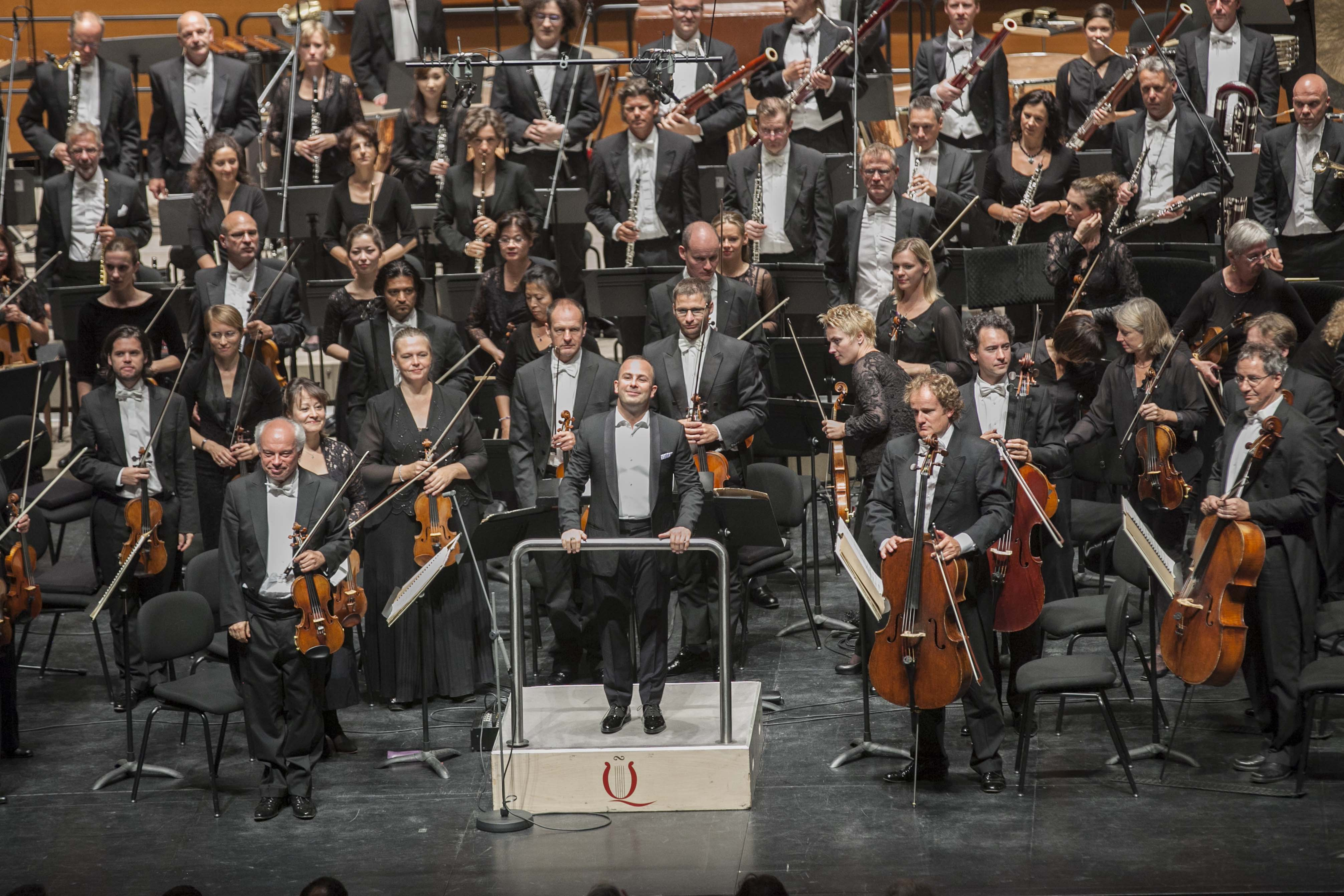
Rotterdams Philharmonisch Orkest met Yannick Nézet-Séguin

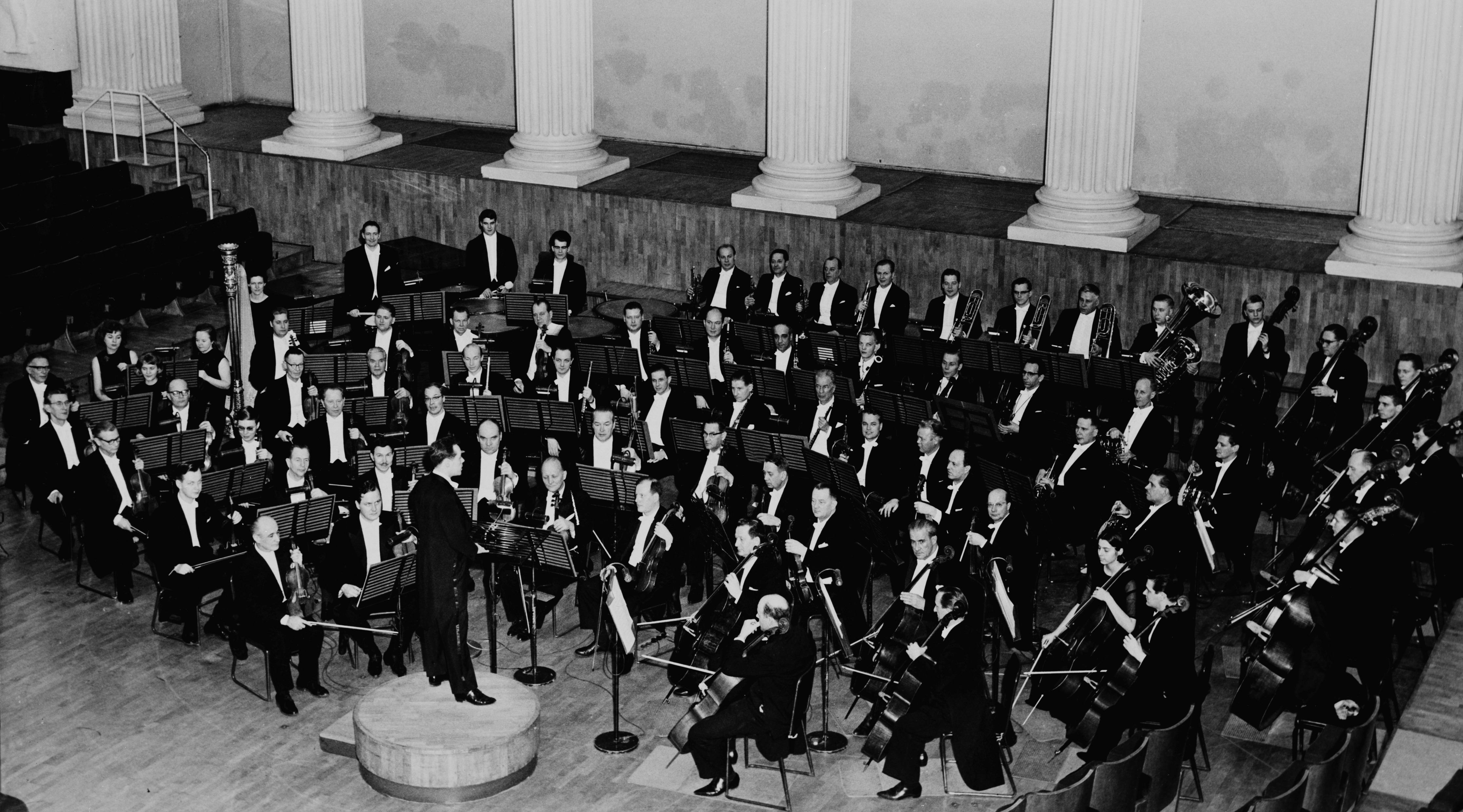
Helsinki Philharmonisch Orkest met Jorma Panula

Een symfonieorkest is een groot orkest dat doorgaans klassieke muziek ten gehore brengt, bijvoorbeeld symfonieën, symfonische gedichten en soloconcerten. Sommige symfonieorkesten hebben ook een taak in opera's bij operatheaters zonder eigen orkest.
Veel symfonieorkesten spelen in een vaste concertzaal en hebben een vaste chef-dirigent. Ze werken vaak samen met gastdirigenten en met solisten (zangers en instrumentalisten).

## Ontwikkeling
Voor de ontwikkeling van het symfonieorkest is de 18e eeuw van groot belang geweest. In het tijdperk van de renaissance hadden muziekensembles geheel geen vaste samenstelling en werd niet door de componist maar door de uitvoerenden bepaald door welke instrumenten een compositie uitgevoerd werd. In de barok kwam er enige organisatie maar de bezetting van het orkest was nog niet gestandaardiseerd. Het samenspel en de harmonieën werden bepaald door de basso continuo die meestal voor rekening kwam van een toetsinstrument (klavecimbel, orgel, spinet) en een violoncello.
Pas na 1700 vond de emancipatie van strijkinstrumenten plaats en vormde deze sectie een tweede instrumentale kern binnen het orkest. Rond deze stabiele eenheid (basso continuo en strijkers) werden alle mogelijke combinaties van blaasinstrumenten gearrangeerd. Voorbeelden hiervan zijn te vinden in Bachs Brandenburgse Concerten, zijn passies en suites en in Händels Messiah. Voor Händels Water Music was een orkest nodig met goed hoorbare blaasinstrumenten; de muziek moest ver te horen zijn omdat ze op een boot op de Theems werd uitgevoerd. De instrumentatie van Händels Water Music doet al modern-symfonisch aan.
In het midden van de 18e eeuw worden de strijkers geleidelijk belangrijker en gaan de kern van het orkest vormen. Zij nemen de functie van de basso continuo over en vervangen daarom het klavecimbel. De blazers worden gegroepeerd in een vaste kernformatie. Geheel verdwenen zijn de blokfluit, de zink en de kromhoorn. De alt- en tenorhobo verdwijnen tijdelijk. Deze ontwikkeling deed zich in verschillende Europese steden voor maar werd het beroemdst door het orkest van Mannheim. Het orkest bestond in die jaren uit ongeveer 25 man. De bezetting bestond uit: strijkers, hobo (meestal 2), fluit (1 of 2), fagot (speelde met cello's en bassen mee) en hoorns (2). Soms werden ook twee trompetten gebruikt, altijd met onafscheidelijk paukenpaar. Met een dergelijke bezetting waren componisten zoals Mozart en Haydn vertrouwd.
Door uitvinding en perfectionering van instrumenten bleef het orkest zich geleidelijk uitbreiden. Een belangrijke nieuwkomer was bijvoorbeeld de klarinet. Hoewel dit instrument al rond 1690 was uitgevonden komt het pas een eeuw later regelmatig voor in het symfonieorkest. De overdaad in de rococo en de statigheid van het classicisme droegen ook bij tot de uitbreiding van het orkest. De begeleiding van een pianoconcert vergde langzamerhand een steviger bezetting en met het opkomen van openbare concerten werden zalen en bezetting van het orkest steeds groter.
Sedert Beethovens 5e symfonie kwamen trombones met steeds grotere regelmaat voor, en in diens negende symfonie werd het orkest verder uitgebreid met 1 piccolo, 1 contrafagot, 2 extra hoorns (dus in totaal 4) en 3 trombones. Mahler breidt het orkest nog verder uit tot gigantische proporties.
In Frankrijk werkte Berlioz al in 1830 met een kolossale bezetting. Hij wordt beschouwd als een der grootste instrumentatoren uit de romantiek en legde zijn omvangrijke kennis neer in een standaardwerk over instrumentatie. Met de komst van de saxofoon in 1840 werd ook dit instrument met enige regelmaat toegevoegd aan het symfonieorkest, bijvoorbeeld door Rachmaninov en Sjostakovitsj.
In de tweede helft van de twintigste eeuw gaat de symfoniemuziek ook verbindingen aan met populaire muziek. Bij deze wederzijdse beïnvloeding spelen symfonieorkesten samen met popartiesten. Zo speelde het London Symphony Orchestra met de hardrockgroep Deep Purple, het Koninklijk Concertgebouworkest met het popduo CocoRosie in het Concertgebouw, het Metropole Orkest met de metalband Within Temptation in Ahoy Rotterdam en muziekgroepen in de ontstane stijl. Symfonische metal spelen samen met orkesten, hoewel daar voor symfonische klanken merendeels gebruik wordt gemaakt van de synthesizer.

## Opstelling
Het grote symfonieorkest heeft doorgaans een opstelling in de vier hoofdgroepen strijkers, houtblazers, koperblazers en slagwerk, soms aangevuld met andere instrumenten zoals harp, piano of orgel.
De dirigent vooraan, met de rug naar de luisteraars, de dirigeerstok in de hand en voor zich de partituur (sommigen dirigeren zonder stok en/of partituur). In de meest linkse 'taartpunt' de eerste violen (onder leiding van de concertmeester), met de tweede violen daarnaast. De altviolen zitten middenvooraan met de cello's rechts daarvan en daarachter de contrabassen. Achter de altviolen zitten de fluiten en piccolo met daarnaast hobo's en althobo, daar weer achter de klarinetten, basklarinet met daarnaast fagot en contrafagot. Daar weer achter de koperblazers - links de hoorns, rechts de trompetten, trombones en de tuba. Helemaal achteraan: het slagwerk, waaronder pauken en waar nodig klokkenspel en de harp linksachteraan.
Een andere, oudere opstelling is de zogeheten 'Duitse' opstelling. Vooral de Wiener Philharmoniker houdt deze opstelling in ere. Hierbij bevinden zich de contrabassen achteraan. De eerste violen vindt men links op hun gebruikelijke plaats, dan de altviolen, de cello's en geheel rechts de tweede violen. In deze opstelling is het geluid van de contrabassen verdeeld over het gehele orkest en de afwisseling tussen de eerste en tweede violen komt meer tot uiting. De laatste jaren ziet men de Duitse opstelling weer vaker.

## Samenstelling
Een symfonieorkest bestaat uit circa 40 (klein orkest) tot meer dan 100 (groot orkest) musici. Een indicatie van de orkestgrootte en samenstelling staat in de tabel hieronder.
|              | kamerorkest     | kamerorkest     | symfonieorkest   | symfonieorkest   | symfonieorkest   |
| klein        | groot           | klein           | midden           | groot            |                  |
| ------------ | --------------- | --------------- | ---------------- | ---------------- | ---------------- |
| houtblazers  | -               | 2 dwarsfluiten  | 3 dwarsfluiten   | 4 dwarsfluiten   | 5 dwarsfluiten   |
| houtblazers  | 2 hobo's        | 2 hobo's        | 3 hobo's         | 4 hobo's         | 5 hobo's         |
| houtblazers  | -               | 2 klarinetten   | 3 klarinetten    | 4 klarinetten    | 5 klarinetten    |
| houtblazers  | fagot           | 2 fagotten      | 3 fagotten       | 4 fagotten       | 5 fagotten       |
| houtblazers  | -               | -               | -                | -                | saxofoon         |
| koperblazers | -               | 2 hoorns        | 2 hoorns         | 4 hoorns         | 6 hoorns         |
| koperblazers | -               | 2 trompetten    | 3 trompetten     | 4 trompetten     | 5 trompetten     |
| koperblazers | -               | -               | 3 trombones      | 3 trombones      | 4 trombones      |
| koperblazers | -               | -               | tuba             | tuba             | 2 tuba's         |
| slagwerkers  | -               | pauken          | pauken           | pauken           | 2 paukenisten    |
| slagwerkers  | -               | -               | slagwerker       | 3 slagwerkers    | 6 slagwerkers    |
| diversen     | -               | -               | harp             | 2 harpen         | 2 harpen         |
| diversen     | -               | -               | -                | pianist          | 2 pianisten      |
| strijkers    | 4 eerste violen | 6 eerste violen | 10 eerste violen | 14 eerste violen | 20 eerste violen |
| strijkers    | 4 tweede violen | 6 tweede violen | 8 tweede violen  | 12 tweede violen | 18 tweede violen |
| strijkers    | 2 altviolen     | 4 altviolen     | 6 altviolen      | 10 altviolen     | 14 altviolen     |
| strijkers    | 2 cello's       | 3 cello's       | 6 cello's        | 8 cello's        | 12 cello's       |
| strijkers    | contrabas       | 2 contrabassen  | 4 contrabassen   | 6 contrabassen   | 10 contrabassen  |
| totaal       | 18 musici       | 34 musici       | 60 musici        | 85 musici        | 124 musici       |

## Bekende orkesten

### Nederland

#### Professionele orkesten
- Rotterdams Philharmonisch Orkest (RPhO) - Rotterdam
- Koninklijk Concertgebouworkest (KCO)- Amsterdam
- Radio Filharmonisch Orkest (RFO) - Hilversum
- Radio Kamer Filharmonie (RKF) - Hilversum, opgeheven 2013
- Metropole Orkest - Hilversum
- Nederlands Philharmonisch Orkest (NPO) - Amsterdam
- Holland Symfonia, thans Het Balletorkest - Amsterdam, Haarlem
- Amsterdam Symphony Orchestra - Amsterdam
- Residentie Orkest - Den Haag
- Orkest van het Oosten - Enschede
- Philharmonie zuidnederland (tot april 2013 Het Brabants Orkest en het Limburgs Symfonie Orkest)
- Gelders Orkest (HGO) - Arnhem
- Noord Nederlands Orkest (NNO) - Groningen
- Nieuwe Philharmonie Utrecht (NPU) - Utrecht

#### Studentenorkesten
- Nederlands Studenten Orkest (NSO)
- Nederlands Studenten Kamerorkest (Nesko)
- UvA-Orkest J. Pzn Sweelinck - Amsterdam
- VU-Orkest - Amsterdam
- CREA Orkest - Amsterdam
- Krashna Musika - Delft
- Groninger Studentenorkest Mira - Groningen
- GSMG Bragi - Groningen
- Collegium Musicum (CM) - Leiden
- Utrechtsch Studenten Concert (USC) - Utrecht
- Utrechts Studenten Koor en Orkest (USKO) - Utrecht
- Wageningse Studenten Koor en Orkest Vereniging (WSKOV) - Wageningen
- Nijmeegs Studentenorkest Collegium Musicum Carolinum - Nijmegen
- Musica Silvestra Orkest (MSO) - Enschede
- Studenten Muziekgezelschap Sempre Crescendo - Leiden
- Delftsch Studenten Muziek Gezelschap "Apollo"

#### Andere amateurorkesten
- Philharmonie - Amsterdam
- Symfonieorkest Bellitoni - Den Haag
- Symfonieorkest Nijmegen (SON)
- Koninklijke Orkestvereniging Symphonia (opgeheven) - Rotterdam
- Kamerorkest Pulcinella - Utrecht
- Oost-Nederlands Symfonieorkest - Enschede

#### Jeugdorkesten
- Vereniging Hofstads Jeugdorkest (VHJO) - Den Haag
- Amersfoorts Jeugd Orkest (AJO) - Amersfoort
- Nationaal Jeugd Orkest (NJO)
- JeugdOrkest Nederland (JON)
- Domstad Jeugd Orkest (DJO) - Utrecht
- Haags Instrumentaal Jeugdensemble - Den Haag
- Almeers Jeugd Symfonie Orkest (AJSO) - Almere

### België

#### Professionele orkesten
- Anima Eterna - Brugge
- Antwerp Symphony Orchestra - Antwerpen
- Brussels Philharmonic (voorheen Vlaams Radio Orkest) - Brussel
- Nationaal Orkest van België (NOB), Brussel, thans Belgian National Orchestra
- Symfonieorkest Vlaanderen - Gent
- Orchestre Philharmonique de Liège - Luik

#### Semi-professionele orkesten
- Frascati Symphonic - Leuven

#### Studentenorkesten
- Universitair Symfonisch Orkest (USO) - Leuven
- OSEL - Louvain-la-Neuve

#### Andere amateurorkesten
- Leuvens Alumni Orkest (LAO)
- Oost-Vlaams Symfonisch Orkest (OVSO) - Gentbrugge

### Elders

#### Professionele orkesten (selectie)
- BBC Philharmonic
- Berliner Philharmoniker
- Boston Symphony Orchestra
- Chicago Symphony Orchestra
- City of Birmingham Symphony Orchestra
- Deutsches Symphonie-Orchester Berlin
- Gewandhausorchester, Leipzig
- Hallé Orchestra
- London Philharmonic Orchestra
- London Symphony Orchestra
- Nationaal Symfonieorkest van Estland
- New York Philharmonic
- Orchestre National de France
- Orquestra Symfónica de Barcelona
- Oslo Filharmoniske Orkester
- Philadelphia Orchestra
- Pittsburgh Symphony Orchestra
- Royal Liverpool Philharmonic Orchestra
- San Francisco Symphony Orchestra
- Staatskapelle Dresden
- SWR Symfonieorkest Baden-Baden en Freiburg
- Wiener Philharmoniker

#### Studentenorkesten
- Appalachian Symphony Orchestra - Appalachian State University in Boone